# Brytyjska Formuła 3 Sezon 2013
63 sezon Brytyjskiej Formuły 3 (Cooper Tires British Formula Three International Series) – rozpoczął się w 25 maja i zakończył się 22 września po dwunastu rundach.

## Zespoły i kierowcy
| Zespół                    | Nr | Kierowca            | Klasa | Nadwozie         | Silnik           | Rundy     |
| ------------------------- | -- | ------------------- | ----- | ---------------- | ---------------- | --------- |
| Carlin                    | 1  | Nicholas Latifi     | Int   | Dallara F312     | Volkswagen       | Wszystkie |
| Carlin                    | 2  | Jordan King         | Int   | Dallara F312     | Volkswagen       | Wszystkie |
| Carlin                    | 21 | Jann Mardenborough  | Int   | Dallara F312     | Volkswagen       | Wszystkie |
| Carlin                    | 22 | Jazeman Jaafar      | Int   | Dallara F312     | Volkswagen       | 3         |
| Carlin                    | 31 | Li Zhicong          | Int   | Dallara F312     | Volkswagen       | 3         |
| Fortec Motorsports        | 3  | William Buller      | Int   | Dallara F312     | Mercedes HWA     | Wszystkie |
| Fortec Motorsports        | 4  | Félix Serrallés     | Int   | Dallara F312     | Mercedes HWA     | 1         |
| Fortec Motorsports        | 23 | Felipe Guimarães    | Int   | Dallara F312     | Mercedes HWA     | Wszystkie |
| Fortec Motorsports        | 24 | Alfonso Celis       | Int   | Dallara F312     | Mercedes HWA     | 4         |
| Double R Racing           | 7  | Sean Gelael         | Int   | Dallara F312     | Mercedes HWA     | Wszystkie |
| Double R Racing           | 8  | Antonio Giovinazzi  | Int   | Dallara F312     | Mercedes HWA     | Wszystkie |
| Double R Racing           | 16 | Tatiana Calderón    | Int   | Dallara F312     | Mercedes HWA     | Wszystkie |
| Threebond with T-Sport    | 15 | Spike Goddard       | Int   | Dallara F312     | ThreeBond Nissan | 4         |
| Team West-Tec F3          | 50 | Roberto La Rocca    | Nat   | Dallara F312     | Toyota           | 1         |
| Team West-Tec F3          | 53 | Chris Vlok          | Nat   | Dallara F312     | Toyota           | Wszystkie |
| Team West-Tec F3          | 55 | Huan Zhu            | Nat   | Dallara F312     | Toyota           | 1         |
| Team West-Tec F3          | 56 | William Barbosa     | Nat   | Dallara F308     | Toyota           | 4         |
| Team West-Tec F3          | 58 | Jordan Oon          | Nat   | Dallara F312     | Toyota           | 2         |
| Team West-Tec F3          | 66 | Cameron Twynham     | Nat   | Dallara F308     | Toyota           | 1, 3      |
| Team West-Tec F3          | 77 | Sean Walkinshaw     | Nat   | Dallara F308     | Toyota           | 1         |
| Team West-Tec F3          | 81 | Ed Jones            | Nat   | Dallara F312     | Toyota           | 1, 3      |
| Team West-Tec F3          | 88 | Liam Venter         | Nat   | Dallara F308     | Toyota           | 1         |
| Performance Racing Europe | 51 | John Bryant-Meisner | Inv   | Dallara F310-003 | Volkswagen       | 1         |
| Mark Bailey Racing        | 82 | Alice Powell        | Nat B | Dallara F306     | Toyota           | 1         |
| CF Racing                 | 87 | Sun Zheng           | Nat   | Dallara F311     | Mugen-Honda      | Wszystkie |

| Ikona | Klasa          |
| ----- | -------------- |
| Int   | Międzynarodowa |
| Nat   | Narodowa       |
| Nat B | Narodowa B     |
| Inv   | Gość           |

## Kalendarz
| Runda | Runda | Tor                          | Data        | Pole position       | Najszybsze okrążenie | Zwycięzcą (kierowca) | Zwycięzcą (zespół)        |
| ----- | ----- | ---------------------------- | ----------- | ------------------- | -------------------- | -------------------- | ------------------------- |
| 1     | W1    | Silverstone Circuit          | 25 maja     | John Bryant-Meisner | Nicholas Latifi      | John Bryant-Meisner  | Performance Racing Europe |
| 1     | W2    | Silverstone Circuit          | 26 maja     |                     | William Buller       | Antonio Giovinazzi   | Double R Racing           |
| 1     | W3    | Silverstone Circuit          | 26 maja     | John Bryant-Meisner | William Buller       | John Bryant-Meisner  | Performance Racing Europe |
| 2     | W1    | Circuit de Spa-Francorchamps | 26 lipca    | Nicholas Latifi     | William Buller       | William Buller       | Fortec Motorsports        |
| 2     | W2    | Circuit de Spa-Francorchamps | 26 lipca    |                     | William Buller       | Jordan King          | Carlin                    |
| 2     | W3    | Circuit de Spa-Francorchamps | 27 lipca    | Nicholas Latifi     | Sean Gelael          | Antonio Giovinazzi   | Double R Racing           |
| 3     | W1    | Brands Hatch                 | 10 sierpnia | Jazeman Jaafar      | William Buller       | Jazeman Jaafar       | Carlin                    |
| 3     | W2    | Brands Hatch                 | 11 sierpnia |                     | William Buller       | Felipe Guimarães     | Fortec Motorsports        |
| 3     | W3    | Brands Hatch                 | 11 sierpnia | Jazeman Jaafar      | Jordan King          | Jazeman Jaafar       | Carlin                    |
| 4     | W1    | Nürburgring                  | 21 września | Jordan King         | Jordan King          | Jordan King          | Carlin                    |
| 4     | W2    | Nürburgring                  | 21 września |                     | Felipe Guimarães     | Felipe Guimarães     | Fortec Motorsports        |
| 4     | W3    | Nürburgring                  | 22 września | Jordan King         | William Buller       | Jordan King          | Carlin                    |

## Klasyfikacje

### ATS Formel 3 Cup
| 1  | 2  | 3  | 4  | 5  | 6 | 7 | 8 | 9 | 10 | PP | NO |
| -- | -- | -- | -- | -- | - | - | - | - | -- | -- | -- |
| 25 | 18 | 15 | 12 | 10 | 8 | 6 | 4 | 2 | 1  | 3  | 2  |

| Legenda oznaczeń w tabelach wyników Wyświetl szablon na nowej stronie | Legenda oznaczeń w tabelach wyników Wyświetl szablon na nowej stronie                                                                     |
| Oznaczenie                                                            | Wyjaśnienie |
| --------------------------------------------------------------------- | --- |
| Złoty                                                                 | Zwycięzca lub mistrzostwo |
| Srebrny                                                               | 2. miejsce lub wicemistrzostwo |
| Brązowy                                                               | 3. miejsce lub II wicemistrzostwo |
| Zielony                                                               | Ukończył, punktował (w klasyfikacji generalnej, gdy zdobył co najmniej jeden punkt na przestrzeni sezonu, poza trzema powyższymi opcjami) |
| Niebieski                                                             | Ukończył, nie punktował (w klasyfikacji generalnej, gdy nie zdobył co najmniej jednego punktu na przestrzeni sezonu)                      |
| Czerwony                                                              | Nie zakwalifikował się (NZ) |
| Czerwony                                                              | Nie prekwalifikował się (NPK) |
| Różowy                                                                | Nie ukończył (NU) |
| Różowy                                                                | Niesklasyfikowany (NS) (w klasyfikacji generalnej, gdy nie został sklasyfikowany w żadnym wyścigu sezonu)                                 |
| Czarny                                                                | Zdyskwalifikowany (DK) |
| Czarny                                                                | Wykluczony (WYK/EX) |
| Biały                                                                 | Nie wystartował (NW) |
| Biały                                                                 | Kontuzjowany (K/INJ) |
| Biały                                                                 | Wyścig odwołany (OD/C) |
| Bez koloru                                                            | Został wycofany (WYC/WD) |
| Bez koloru                                                            | Nie przybył (NP/DNA) |
| Bez koloru                                                            | Nie brał udziału w treningach (NT/DNP) |
| Bez koloru                                                            | Nie został zgłoszony (–) |
| Pogrubienie                                                           | Start z pole position |
| Kursywa                                                               | Najszybsze okrążenie wyścigu |
| †                                                                     | Nie ukończył, ale jego rezultat został zaliczony ze względu na przejechanie więcej niż 90% dystansu wyścigu.                              |
| *                                                                     | Sezon w trakcie |
| 1/2/3                                                                 | Punktowana pozycja w sprincie kwalifikacyjnym                                                                                             |
| Lista systemów punktacji Formuły 1                                    | |

| Poz.                                                               | Kierowca             | SIL                  | SIL                  | SIL                  | SPA                  | SPA                  | SPA                  | BRH                  | BRH                  | BRH                  | NÜR                  | NÜR                  | NÜR                  | Pkt                  |
| Klasa międzynarodowa                                               | Klasa międzynarodowa | Klasa międzynarodowa | Klasa międzynarodowa | Klasa międzynarodowa | Klasa międzynarodowa | Klasa międzynarodowa | Klasa międzynarodowa | Klasa międzynarodowa | Klasa międzynarodowa | Klasa międzynarodowa | Klasa międzynarodowa | Klasa międzynarodowa | Klasa międzynarodowa | Klasa międzynarodowa |
| ------------------------------------------------------------------ | -------------------- | -------------------- | -------------------- | -------------------- | -------------------- | -------------------- | -------------------- | -------------------- | -------------------- | -------------------- | -------------------- | -------------------- | -------------------- | -------------------- |
| 1                                                                  | Jordan King          | NU                   | 6                    | 2                    | 2                    | 1                    | 3                    | 2                    | 4                    | 2                    | 1                    | 5                    | 1                    | 176                  |
| 2                                                                  | Antonio Giovinazzi   | 6                    | 1                    | 7                    | 5                    | 3                    | 1                    | 3                    | 2                    | NU                   | 2                    | 6                    | 3                    | 135                  |
| 3                                                                  | William Buller       | 2                    | 2                    | 3                    | 1                    | 2                    | 7                    | 6                    | 9                    | 12                   | 13                   | NU                   | 2                    | 134                  |
| 4                                                                  | Felipe Guimarães     | 3                    | 8                    | 6                    | NU                   | 7                    | 5                    | 7                    | 1                    | 4                    | 3                    | 1                    | 7                    | 109                  |
| 5                                                                  | Nicholas Latifi      | 14                   | 5                    | 5                    | NU                   | NW                   | 4                    | 4                    | 10                   | 3                    | 5                    | 4                    | 4                    | 97                   |
| 6                                                                  | Jann Mardenborough   | NS                   | 10                   | 4                    | NU                   | 6                    | 2                    | 5                    | 5                    | 5                    | 4                    | NU                   | 6                    | 85                   |
| 7                                                                  | Tatiana Calderón     | 5                    | 7                    | 9                    | 4                    | 4                    | 6                    | 8                    | 7                    | 7                    | 6                    | 3                    | 8                    | 79                   |
| 8                                                                  | Sean Gelael          | 4                    | 3                    | 8                    | 3                    | 5                    | 8                    | NU                   | 6                    | 6                    | 7                    | 7                    | 11                   | 78                   |
| 9                                                                  | Jazeman Jaafar       |                      |                      |                      |                      |                      |                      | 1                    | 3                    | 1                    |                      |                      |                      | 58                   |
| 10                                                                 | Félix Serrallés      | 13                   | 4                    | NU                   |                      |                      |                      |                      |                      |                      |                      |                      |                      | 15                   |
| 11                                                                 | Alfonso Celis        |                      |                      |                      |                      |                      |                      |                      |                      |                      | 9                    | 8                    | 5                    | 15                   |
| 12                                                                 | Spike Goddard        |                      |                      |                      |                      |                      |                      |                      |                      |                      | 8                    | 2                    | 13                   | 14                   |
| 13                                                                 | Li Zhicong           |                      |                      |                      |                      |                      |                      | 11                   | 12                   | 10                   |                      |                      |                      | 7                    |
| Kierowcy występujący gościnnie, niezalicząjący się do klasyfikacji |                      |                      |                      |                      |                      |                      |                      |                      |                      |                      |                      |                      |                      |                      |
|                                                                    | John Bryant-Meisner  | 1                    | 9                    | 1                    |                      |                      |                      |                      |                      |                      |                      |                      |                      | –                    |
| Klasa narodowa                                                     |                      |                      |                      |                      |                      |                      |                      |                      |                      |                      |                      |                      |                      |                      |
| 1                                                                  | Sun Zheng            | 8                    | 15                   | 11                   | 6                    | 8                    | 9                    | 9                    | 11                   | NU                   | 10                   | 10                   | 9                    | 205                  |
| 2                                                                  | Chris Vlok           | NU                   | 16                   | NU                   | 8                    | 10                   | 11                   | 12                   | NU                   | 11                   | 11                   | 9                    | 10                   | 121                  |
| 3                                                                  | Ed Jones             | 7                    | 11                   | 10                   |                      |                      |                      | NU                   | 8                    | 8                    |                      |                      |                      | 103                  |
| 4                                                                  | Cameron Twynham      | 9                    | 13                   | 12                   |                      |                      |                      | 10                   | 13                   | 9                    |                      |                      |                      | 82                   |
| 5                                                                  | Jordan Oon           |                      |                      |                      | 7                    | 9                    | 10                   |                      |                      |                      |                      |                      |                      | 45                   |
| 6                                                                  | William Barbosa      |                      |                      |                      |                      |                      |                      |                      |                      |                      | 12                   | 11                   | 12                   | 38                   |
| 7                                                                  | Roberto La Rocca     | 10                   | 12                   | 13                   |                      |                      |                      |                      |                      |                      |                      |                      |                      | 33                   |
| 8                                                                  | Liam Venter          | 11                   | 14                   | 16                   |                      |                      |                      |                      |                      |                      |                      |                      |                      | 23                   |
| 9                                                                  | Sean Walkinshaw      | 15                   | 17                   | 14                   |                      |                      |                      |                      |                      |                      |                      |                      |                      | 20                   |
| 10                                                                 | Huan Zhu             | 12                   | 18                   | 15                   |                      |                      |                      |                      |                      |                      |                      |                      |                      | 19                   |
| Kierowcy niezalicząjący się do klasyfikacji                        |                      |                      |                      |                      |                      |                      |                      |                      |                      |                      |                      |                      |                      |                      |
|                                                                    | Alice Powell         | NU                   | 19                   | 17                   |                      |                      |                      |                      |                      |                      |                      |                      |                      | –                    |
| Poz.                                                               | Kierowca             | SIL                  | SIL                  | SIL                  | SPA                  | SPA                  | SPA                  | BRH                  | BRH                  | BRH                  | NÜR                  | NÜR                  | NÜR                  | Pkt                  |